# Annett Meiritz
Annett Meiritz (* 1982) ist eine deutsche Journalistin und Sachbuchautorin.

## Leben
Meiritz studierte nach der Schulausbildung Geschichte und Medienwissenschaften. Im Anschluss absolvierte sie die Berliner Journalisten-Schule. Sie war zunächst für das Nachrichtenportal Spiegel Online als Nachrichtenredakteurin tätig und wurde 2011 deren Parlamentskorrespondentin im Hauptstadtbüro in Berlin. Seit 2017 berichtet sie als Korrespondentin für das Handelsblatt aus Washington, D.C.  für über die politische und wirtschaftliche Geschehnisse.

## Auszeichnungen (Auswahl)
- Arthur F. Burns Fellowship[1][3]
- Young Leader der Atlantik-Brücke[4]

## Werke
- DDR-Medien als Konstrukteure kollektiver Erinnerung an den Nationalsozialismus (Der Antifaschismus-Mythos und seine Inszenierung in Filmen der DEFA) (Bachelorarbeit), GRIN Verlag, München, ISBN 978-3-638-49658-2
- mit Juliane Schäuble: Guns n' Rosé, Christoph Links Verlag, Berlin, 2022, ISBN 978-3-96289-161-9